# Limnochromis auritus
Limnochromis auritus ist eine afrikanische Buntbarschart, die endemisch im ostafrikanischen Tanganjikasee vorkommt. 

## Merkmale
Limnochromis auritus hat einen langgestreckten, seitlich abgeflachten Körper und wird 12 bis 15 cm lang. Kopf, Augen und Maul sind groß. Die Kieferzähne sind konisch, die Zähne auf der Pharyngealia sind molariform. Die Anzahl der Kiemenrechen liegt bei 10 bis 18. Die Rückenflosse hat 14 oder 17 Flossenstacheln. Die Art ist hellbraun bis beige, wobei der Rücken etwas dunkler ist. Auf den Körperseiten zeigt Limnochromis auritus vier oder fünf dunkle, breite Querstreifen, die auf der Rückenflossenbasis beginnen, nach unten spitz zulaufen und am silbrig schimmernden Bauch nicht mehr vorhanden sind, und eine oder zwei Längsreihen bläulich irisierender Schuppen. Die Rückenflosse ist gelb gesäumt und gelb gefleckt, Schwanzflosse und Bauchflossen schimmern gelblich. Auf dem Kiemendeckel befindet sich ein grünlicher bis schwärzlicher Fleck. Männchen haben spitz ausgezogene Flossen, Weibchen abgerundete.

## Lebensweise
Limnochromis auritus lebt über Schlamm- und Sandböden vom Flachwasser in Ufernähe bis in Tiefen von etwa hundert Metern. Wie alle Limnochromini sind die Fische Maulbrüter, wobei bei Limnochromis auritus, im Unterschied zu den meisten anderen Maulbrütern, sowohl das Weibchen als auch das Männchen maulbrüten, was eine monogame Beziehung zumindest bis zum Ende der Brutpflege voraussetzt.

## Systematik
Die Art wurde 1901 durch den belgisch-britischen Ichthyologen George Albert Boulenger als Paratilapia aurita beschrieben und 1920 durch seinen amerikanischen Kollegen Charles Tate Regan der neu eingeführten Gattung Limnochromis zugeordnet. Mehrere weitere in der Folgezeit Limnochromis zugeordnete Buntbarscharten werden heute in anderen Gattungen geführt (Gnathochromis, Greenwoodochromis, Triglachromis), so dass heute Limnochromis auritus die einzige Art der Gattung Limnochromis ist.